# 张明养
张明养（1906年3月15日—1991年7月4日），曾用名张良辅，笔名张弼、梁抚、东序等，男，浙江宁海人，中国编辑出版家，国际问题研究专家。复旦大学教授。

## 生平
1906年3月15日出生于浙江省宁海县里岙村。早年就读于南京东南大学附属中学。1925年参加共青团。1926年在上海法政大学转为中国共产党党员。1927年四一二事件后失去了党的组织关系，直到1958年才重新入党。
1929年毕业于复旦大学政治系，后在震旦学院专修法语。1930年起历任商务印书馆编译所《东方杂志》编辑，《学生杂志》主编，香港国际新闻社和《华商报》编委，复旦大学教授、政治系主任，开明书店《中学生》、《进步青年》主编。
1949年后，历任复旦大学校务委员会委员、政治系主任兼华东军政委员会文教委员会委员，世界知识出版社副社长兼总编辑，人民出版社副总编辑，外交部国际关系研究所研究员，国内问题研究所副所长等职。
1991年7月4日在北京去世。遗体于7月18日在八宝山火化。

## 社会职务
中国人民外交学会理事，中国政治学会顾问，中国民主促进会四、五、六、七届中央常委、宣传部长、中央参议委员会副主席。
第二至五届全国政协委员，国际问题组副组长；第六、七届全国政协常务委员，外事工作委员会委员。

## 作品
著有《国际裁军问题》、《国际政治讲话》、《现代外交的基本知识》、《世界知识读本》，译有《苏联之经济组织》等。

## 纪念
张明养故居位于浙江宁海深圳镇清潭村。